# Rotwand
Rotwand (italsky Roda di Vael) je 2806 m vysoký horský vrchol ve skupině Rosengarten v Dolomitech. Rotwand je známý především svými zajištěnými cestami - ferratami ve své jihozápadní stěně.

## Poloha a okolí
Rotwand je nejvyšší horský vrchol v jižním hřebení Rosengarten na hranice mezi Jižním Tyrolskem (Eggental) na západě a provincií Trentino (Val di Fassa) na východě. Na jihovýchodě Rotwand klesá strmou 400 metrů vysokou skalní stěnou. Načervenalá barva této stěny dala hoře jméno. Východní stěna dosahuje stejné výšky, ale není tak strmá. Na severu se nalézá ve výšce 2560 m sedlo Vajolonpass (Passo di Vajolon). Na jihu vede široký hřbet až ke štěrbině, která odděluje Rotwand od 2727 m vysokého Teufelswandu (Roda del Diavolo) a 2670 m vysoké věže Fensterlturm (Torre de la Finestra).

## Přístupnost
Nejbližší obcí je Karersee asi 3 km jihozápadně. Na jižní straně jsou přístupovými místy horské chaty Paolina-Hütte (2125 m) na jihu a na severozápadě Kölner Hütte (2125 m). Na jihovýchodě se nalézají horské chaty Rotwandhütte (Rifugio Roda di Vael, 2280 m) a Baita M. Pederiva (2373 m).
Normální cesta k vrcholu Rotwandu vede po zajištěné ferratě přes severní hřeben od sedla Vajolonpass. Cesta trvá asi 45 minut na vrchol a má obtížnost I. stupně UIAA. Možný je rovněž přístup zajištěnou cestou z jihu o stejné obtížnosti.
Východní stěnou vede několik horolezeckých cest obtížnosti mezi IV-VI stupněm UIAA. Početné cesty vedoucí západní stěnou mají obtížnost mezi IV + až IX. stupněm UIAA a patří mezi nejtěžší horolezecké cesty ve skupině Rosengarten.